# PSR J2032+4127
 (avril 2022).
Désignations
PSR J2032+4127, parfois abrégé en J2032, est un pulsar. Il est accompagné d'une étoile massive nommée MT91 213 (aussi 2MASS J20321312+4127243). Le système est situé dans la  constellation du Cygne à une distance d'environ environ 1,4 kpc (∼4 570 al) du Soleil. Le système fait partie de l'association Cygnus OB2.
Il a été prévu que le rapprochement des deux astres, début 2018, engendre des phénomènes à haute énergie.

## Le pulsar,PSR J2032+4127
PSR J2032+4127, en abrégé J2032, est un pulsar, le reste du cœur d'une étoile massive qui a explosé en supernova. Le pulsar mesure environ 20 kilomètres de diamètre pour une masse d'environ deux fois celle du Soleil. Il tourne sur lui-même sept fois par seconde. La combinaison de sa rotation rapide de J2032 et de son important champ magnétique produit un faisceau analogue à celui d'un phare détectable lorsque le pulsar est dirigé vers la Terre.
Le pulsar a été découvert en 2009 en utilisant le télescope spatial d'observation des rayons X Fermi.

## L'étoile compagnon,MT91 213
PSR J2032+4127 est un pulsar binaire. En effet, les astronomes ont remarqué des changements inhabituels de la vitesse du pulsar, ce qui était le signe de la présence d'un objet massif. Cet objet est l'étoile MT91 213. Cette étoile est une étoile Be ; elle a donc une rotation rapide sur elle-même et a par conséquent une forme ovale. Sa masse est 15 fois celle du Soleil et sa luminosité 10 000 fois celle de notre étoile. Les étoiles Be émettent de puissants vents stellaires et sont situées à l'intérieur de grands disques de gaz et de poussière.

## Dynamique du système
Le pulsar tourne autour MT91 213 avec une période de 25 ans. Une équipe d'astronomes ayant travaillé avec le télescope Fermi avait calculé que le rapprochement des étoiles en 2018 causerait des phénomènes de grande ampleur. En effet, le puissant champ magnétique du pulsar capturerait de la matière de MT91 213, ce qui s'accompagnerait, selon les chercheurs, de l'émission de rayonnements de haute énergie.

#### Pulsar
- (en) PSR J2032+4127 sur la base de données Simbad du Centre de données astronomiques de Strasbourg.
- (en) 3EG J2033+4118 sur la base de catalogues VizieR du Centre de données astronomiques de Strasbourg

#### Compagnon stellaire
- (en) 2MASS J20321312+4127243 sur la base de données Simbad du Centre de données astronomiques de Strasbourg.
- (en) ALS 15112 et 2MASS J20321312+4127243 sur la base de catalogues VizieR du Centre de données astronomiques de Strasbourg

#### Rapprochement
- (en) Goddard Media Studios, « Astronomers predict cosmic light show from 2018 stellar encounter », sur NASA Scientific Visualization Studio, 2 juillet 2015 (consulté le 5 juillet 2015)

- Une rencontre explosive entre un pulsar et une étoile prévue pour 2018, Le Journal de la science, Marion Guillaumin, 6 juillet 2015.